# LWS-4
Die LWS-4 Żubr (Wisent), damals LWS-6, in einigen Quellen auch PZL-30 Żubr genannt, war ein polnischer, zweimotoriger, mittlerer Bomber, der in kleinen Stückzahlen vor dem Zweiten Weltkrieg produziert wurde.
Die deutsche Luftwaffe erbeutete mehrere LWS-6 im September 1939, einschließlich des Prototyps mit einer Doppel-Heckflosse, und benutzte sie für die Flugausbildung mindestens bis 1942 (unter anderem für die Blindflugausbildung in Schleißheim).

## Technische Daten
| Kenngröße             | Daten                                 |
| --------------------- | ------------------------------------- |
| Baujahr(e)            | 1938                                  |
| Hersteller            | LWS                                   |
| Typ                   | Mittlerer Bomber                      |
| Besatzung             | 4                                     |
| Länge                 | 15,40 m                               |
| Spannweite            | 18,50 m                               |
| Höhe                  | 4,00 m                                |
| Flügelfläche          | 49,50 m²                              |
| Leermasse             | 4788 kg                               |
| max. Startmasse       | 6876 kg                               |
| Höchstgeschwindigkeit | 341 km/h                              |
| Steigleistung         | 6,8 m/s                               |
| Dienstgipfelhöhe      | 6700 m                                |
| Reichweite            | 750 km                                |
| Triebwerke            | zwei Sternmotore Bristol Pegasus VIII |
| Leistung              | 2 × 493 kW (670 PS)                   |
| Bewaffnung            | 5 × MG 7,9 mm 600 kg Bomben           |